# Катастрофа C-54 под Стефенвилем (1946)
Катастрофа C-54 под Стефенвилем — авиационная катастрофа пассажирского самолёта Douglas C-54E-5-DO Skymaster американской авиакомпании American Overseas Airlines , произошедшая в четверг 3 октября 1946 года на острове Ньюфаундленд близ Стефенвиля (Канада). В этой авиакатастрофе погибли 39 человек, что на то время делало её крупнейшей в Канаде.

## Самолёт
Douglas C-54E-5-DO (военная версия DC-4) с заводским номером 27290 был выпущен в марте 1945 года, а 15 мая поступил в американские ВВС, где получил регистрационный номер 44-9064. В связи с окончанием Второй мировой войны и фактическим перенасыщением воздушного парка военной авиации, борт 44-9064 перерегистрирован в N90904 и поступил на хранение в Reconstruction Finance Corporation. 30 августа 1946 года самолёт приобрела американская авиакомпания American Overseas Airlines (созданный в American Airlines филиал на базе ранее поглощённой American Export Airlines), которая также присвоила ему имя Flagship New England (рус. Флагман Новой Англии). Был оборудован четырьмя поршневыми двигателями Pratt & Whitney R-2000-9 с воздушными винтами фирмы Hamilton Standard с изменяемым шагом винта. Общая наработка лайнера составляла 3731 час. Его вес перед вылетом в роковой рейс был на 200 фунтов ниже максимально допустимого взлётного веса 71 800 фунтов. Центровка также находилась в пределах допустимого.

## Экипаж
Экипаж самолёта состоял из 8 человек:
- Командир воздушного судна — 31-летний Уильям Роджерс Вестерфилд (англ. William Rogers Westerfield). В авиакомпании American Overseas Airlines с 19 февраля 1946 года, имел общий налёт 3926 часов, в том числе 1561 час на типе Douglas DC-4.
- Второй пилот — Роберт Бекман Лер (англ. Robert Beckman Lehr). В авиакомпании American Overseas Airlines с 16 июля 1945 года, имел общий налёт 1707 часов, в том числе 805 часов на типе Douglas DC-4.
- Старший штурман — Джон Т. Тирни-младший (англ. John T. Tierney, Jr.).
- Младший штурман — Джером Льюис (англ. Jerome Lewis).
- Бортинженер — Марк Спелар (англ. Mark Spelar).
- Бортрадист — Джеймс Н. Берри (англ. James N. Berry).
- Старший стюард — Герберт Д. Юинг (англ. Herbert D. Ewing).
- Стюардесса — Пегги Энн Берли (англ. Peggy Ann Burleigh).

## Катастрофа
Самолёт выполнял пассажирский рейс из Нью-Йорка в Берлин с промежуточными посадками в канадском Гандере и ирландском Шанноне. Пассажирами в основном были американские военные, которые направлялись в Берлин, причём многие летели со своими семьями. 2 октября в 12:14 борт NC90904 вылетел из аэропорта Ла Гуардия (Нью-Йорк) и направился к Гандеру. Однако аэропорт Гандер оказался закрыт из-за тумана, поэтому самолёт был направлен на запасной аэродром Стефенвиль, что также на острове Ньюфаундленд, где и приземлился в 16:30. Так как в случае выполнения трансатлантического перелёта до Шаннона продолжительность работы экипажа превысила бы установленные нормы, то экипаж с пассажирами остались в Стефенвиле на 12-часовую ночёвку. На следующий день в 04:45 командир передал на диспетчерскую вышку аэропорта о готовности к взлёту, на что диспетчер дал указание следовать к началу взлётно-посадочной полосы 30. Однако когда самолёт занял указанную полосу, ветер уже был курсом 90° и скоростью 9 узлов, поэтому было дано новое указание — следовать к полосе 7 для взлёта в восточном направлении. Ночное небо в это время было покрыто сплошной облачностью с нижней границей 5000 футов (1,5 км), причём не было видно ни луны, ни звёзд, видимость достигала 10 миль.
Стоит отметить, что на продолжении осевой линии полосы 7 происходит повышение местности, поэтому при взлёте с этой полосы самолёты затем должны поворачивать вправо, чтобы избежать этого горного района. В 05:00 с 31 пассажиром, включая 12 женщин и 6 детей, и 8 членами экипажа на борту самолёт взлетел с полосы 7 с магнитным курсом 70° и направился в сторону кромешной тьмы, стоявшей к северо-востоку от аэропорта. Через минуту диспетчер запросил у экипажа подтверждение о выполнении взлёта, а также сообщить их высоту. На это с самолёта ответили «Подождите», что стало последним радиосообщением с борта NC90904. Через 2 минуты 30 секунд с момента взлёта в 05:03 в диспетчерской увидели в темноте появившееся пламя, которое находилось практически на продолжении продольной оси полосы 7 и примерно в 7 милях от её торца. Диспетчер тут же попытался связаться с только что взлетевшим самолётом, но тот молчал. После нескольких неудачных попыток было объявлено о катастрофе самолёта, после чего базирующиеся тут же в аэропорту американские ВВС начали поиски разбившегося лайнера. Через несколько часов первый поисковый отряд добрался до места катастрофы. На высоте 1160 футов (354 метра) лайнер врезался в гору Харе-Хилл (англ. Hare Hill) близ вершины и полностью разрушился, при этом все 39 человек на его борту погибли. На то время это была крупнейшая катастрофа самолёта на всём североамериканском континенте.

## Причины
Согласно заключению следственной комиссии, катастрофа произошла из-за неправильных действий экипажа, который после взлёта продолжал сохранять направление, в результате чего вскоре оказался в возвышенной местности, где не смог сохранять безопасную относительную высоту (над окружающей территорией).